# Kerrea Gilbert
Kerrea Kuche Gilbert (nascut el 28 de febrer de 1987) és un futbolista anglès que actualment juga de Defensa al Portland Timbers.